# Coccorchestes gressitti
Coccorchestes gressitti là một loài nhện trong họ Salticidae. Loài này được phát hiện ở New Guinea.